# Billy Crawford
Billy Joe Crawford (Manila, 16 maggio 1982) è un cantante e attore statunitense naturalizzato filippino.

## Biografia
Nato a Manila da madre filippina e padre statunitense, ha lavorato come ballerino a New York negli anni '90 lavorando anche con Michael Jackson sul palco degli MTV Video Music Awards 1995 da giovanissimo.
Nel 1999 ha pubblicato il suo primo album in studio.
Il suo album Ride (2002) ha avuto successo tra l'altro anche in Francia, Belgio e Svizzera. Questo disco contiene il suo singolo più conosciuto, Trackin'. Nel 2002 ha vinto un NRJ Music Award (artista rivelazione) e un altro nel 2003 (artista internazionale dell'anno).
Ha condotto l'edizione 2008 di Miss Terra.
È attivo come conduttore televisivo e dal 2010 conduce Pilipinas Got Talent. Tra i film a cui ha preso parte vi sono Dominion: Prequel to the Exorcist (2005) e Moron 5 and the Crying Lady (2012).
È multilingue: parla tagalog, inglese e francese.

## Discografia

### Album
- 1999 - Billy Crawford
- 2002 - Ride
- 2005 - Big City
- 2007 - It's Time
- 2009 - Groove

### EP
- 2013 - Sky Is the Limit